# Ecchymose
Une contusion est une lésion sans rupture de la peau ni fissure des tissus qui se caractérise par une décoloration initiale puis un renflement. On parle d'ecchymose (prononcé \e.ki.moz\ et communément appelé « bleu ») seulement lorsqu'il y a une extravasation sanguine dermique, autrement dit, lorsque du sang quitte les vaisseaux. C'est une variété de purpura réalisant des taches de largeur variable aux contours irréguliers. Elle apparaît généralement à la suite d'un choc sur les parties molles de l'organisme et résulte de l'endommagement des capillaires sanguins, ce qui permet au sang de diffuser dans les tissus avoisinants. Généralement bénignes, les ecchymoses peuvent néanmoins résulter ou être associées à des traumatismes plus graves : troubles de la coagulation, fractures, etc.

## Ecchymoses légères

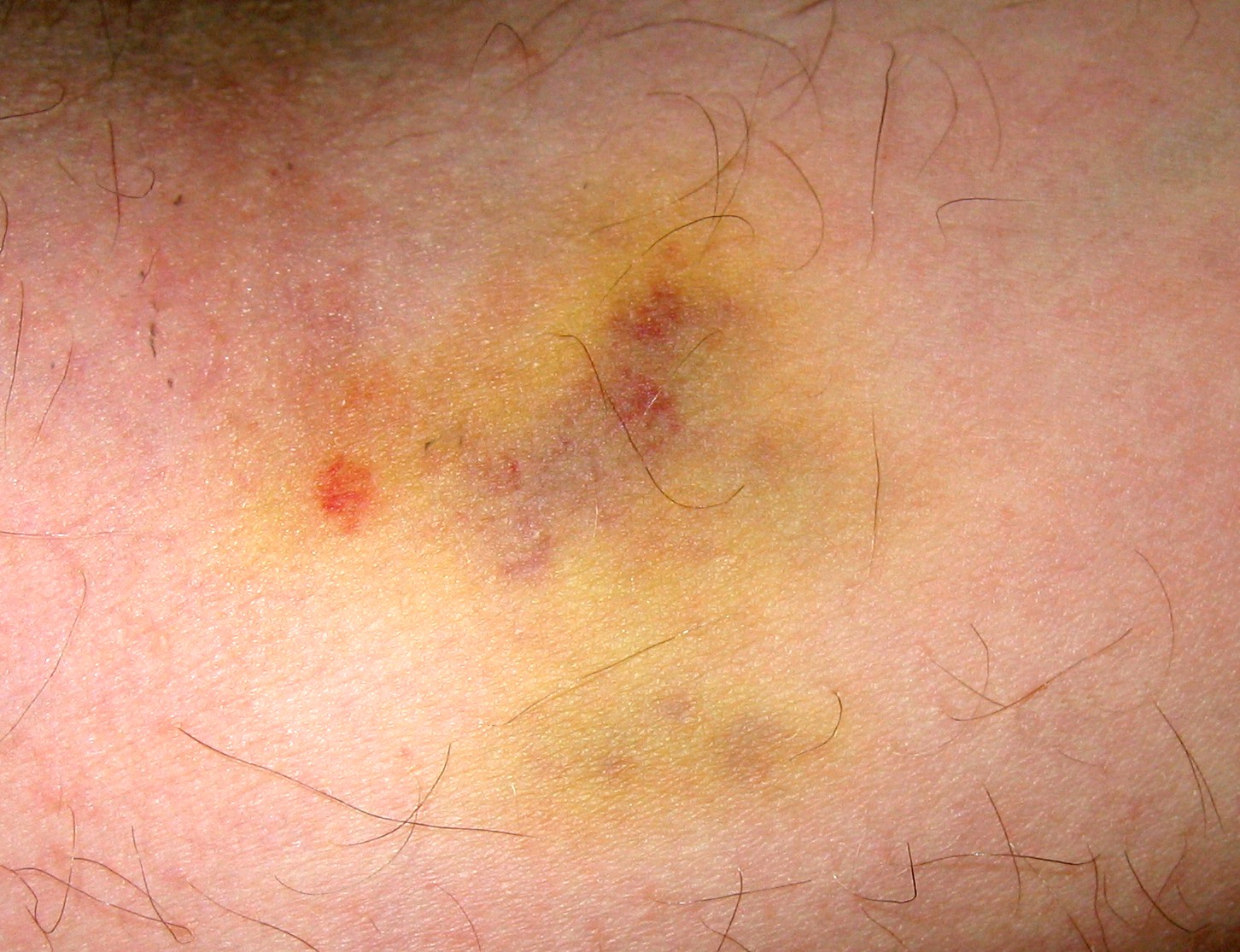
Les ecchymoses changent de couleur au fil du temps ; celle-ci remonte à neuf jours.

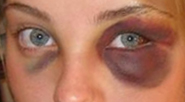
À proximité de l’œil, le phénomène prend l'apparence typique de l'« œil au beurre noir ».

Les conséquences sont variées. Elles peuvent dépendre de l'état du tissu — un muscle tendu ne réagira pas de la même manière qu'un muscle relâché[réf. souhaitée] — ou de ce qui l'entoure (s'il y a un os dessous, par exemple). La solidité des capillaires sanguins change également de personne en personne, certains se faisant des bleus plus facilement que d'autres.
La peau devient rapidement rouge, sensible et enflée. L'ecchymose s'assombrit ensuite petit à petit. Les jours suivants, elle prend une couleur rouge fade, puis pâlit vers le violet, le noir ou le bleu, avant de tourner au jaune et au vert et de disparaître entièrement. Les couleurs vives d'une ecchymose sont dues aux produits résultant de la dégradation de l'hémoglobine : la biliverdine (pigment vert) et la bilirubine (pigment rouge paraissant jaune) ; les couleurs sombres proviennent de l’hémosidérine.
Une ecchymose guérit normalement en une à deux semaines[réf. nécessaire]. Si elle est importante, cela peut prendre plus de temps.
Le traitement des ecchymoses légères est minimal. S'il y a gonflement, l'application de glace ou l'élévation de la zone touchée peut aider à le réduire. Afin d'assurer une guérison rapide, il est essentiel d'éviter tout nouveau trauma au niveau de la zone atteinte. Ainsi, toute agitation est à proscrire et la douleur de l'ecchymose devrait le rappeler à sa victime. Il n'est pas recommandé de masser la zone lésée.

## Ecchymoses graves
Si le choc initial est plus grave, des complications peuvent survenir. Un excès de fluide peut s'accumuler et former une bosse dure appelée hématome. L'enflure peut également être considérable et la douleur peut devenir problématique. S'il y a un saignement interne trop important, un syndrome de loge peut se produire et provoquer une interruption du flux sanguin ; dans ce cas, une intervention chirurgicale est nécessaire.
Les impacts peuvent aussi causer d'autres dommages, notamment au niveau des organes internes, ou entraîner fractures et entorses.
Pour traiter ces complications, on peut élever la zone touchée ou utiliser de la glace, des analgésiques (tout particulièrement des anti-inflammatoires non-stéroïdiens ou AINS), ou un pansement compressif. Au contraire, le massage ne ferait qu'empirer la situation.
Gua Sha, un traitement utilisé par la médecine traditionnelle chinoise, peut produire des ecchymoses graves.